# مارك هنري (لاعب دوري الرغبي)
مارك هنري (بالإنجليزية: Mark Henry)‏ هو لاعب دوري الرغبي أسترالي، ولد في 19 أبريل 1981 في كانبرا في أستراليا.